# Hans Pietsch (Go-Spieler)
Hans Reinhard Pietsch (* 27. September 1968 in Bremen; † 16. Januar 2003 in Amatitlán, Guatemala) war der beste zeitgenössische deutsche Go-Spieler.
Nach seinem Zivildienst studierte Hans Pietsch Wirtschaftssinologie. Bereits seit seinem 10. Lebensjahr spielte er Go. Bei einem Turnier lernte er die japanische Go-Spielerin Chizu Kobayashi kennen, die es sich zur Aufgabe gemacht hatte, Go im westlichen Teil der Welt bekannter zu machen. Sie lud ihn ein, zum Go-Studium nach Japan zu kommen.
1988 wurde Pietsch Deutscher Meister im Go.
Pietsch brach sein Studium ab und ging 1990 nach Japan. Er wurde der einzige deutsche Profi-Spieler des japanischen Berufsgoverbandes Nihon Ki-in. Er errang den 4. Dan-Titel.
Am 16. Januar 2003 wurde Hans Pietsch in Guatemala bei einem bewaffneten Raubüberfall ermordet. Er befand sich auf einer Promotion-Tour durch Kuba, Guatemala und Mexiko, um dort das Go-Spiel bekannter zu machen.
Der Nihon Ki-in verlieh Hans Pietsch postum den 6. Dan-Titel. Der Verein Go 4 School veranstaltet jährlich eine „Hans-Pietsch-Memorial“-Meisterschaft, die dem Andenken an Hans Pietsch gewidmet ist.